# Karl Mensing
Karl Mensing (* 21. Dezember 1876 in Koblenz; † 2. Januar 1953 in Wuppertal); war Rechtsanwalt und Mitglied verschiedener Gremien der Bekennenden Kirche.

## Leben
Nach Studium und Promotion in Bonn ließ Karl Mensing sich in Wuppertal-Elberfeld als Rechtsanwalt nieder. Er übernahm bald nach dem Ersten Weltkrieg mehr und mehr Aufgaben in der Evangelischen Kirche der altpreußischen Union, unter anderem als Mitglied des Synodalvorstandes des Kirchenkreises Elberfeld und der altpreußischen Generalsynode. Während der Zeit des Nationalsozialismus engagierte er sich für die Bekennende Kirche. So gehörte Mensing unter anderem dem rheinischen Rat und Bruderrat, dem altpreußischen Bruderrat, der Verfassungskammer der Vorläufigen Leitung der Deutschen Evangelischen Kirche, dem Rechtsausschuss der altpreußischen Bekennenden Kirche und dem „Harzburger Kreis“ der Juristen der Bekennenden Kirche an. 1937 saß er wegen Teilnahme an deren theologischen Prüfungen, die von den Nazis verboten waren, und an Beschlüssen des altpreußischen Bruderrats zeitweise in Haft.
Im Mai 1945 gehörte Mensing zu den Mitgliedern der neu gebildeten Leitung der Evangelischen Kirche im Rheinland; er nahm auch an den Vorbereitungen zur Gründung der EKD regen Anteil. Von 1948 bis 1953 war er als Oberkirchenrat der Evangelischen Kirche im Rheinland in Düsseldorf tätig.

## Ehrungen
Karl Mensing erhielt für seine Verdienste um die Bekennende Kirche und den Aufbau der EKD die theologische Ehrendoktorwürde.

## Werke
- Die Bekennende Kirche und die Gerichte in den Jahren 1933–1945; in: Reformierte Kirchenzeitung 93 (1952); S. 148–152, 181–184, 202–204, 224–228, 239–243